# Покровська церква (Сари)
Покровська церква — дерев'яна церква знаходиться в кутку Крутьки (кол. с. Крутьки) села Сари Гадяцького району Полтавської області.

## Історичні відомості
Споруджена у 1894—1895 роках поряд зі старою церквою. Точна дата спорудження першого храму на честь Покрова Пресвятої Богородиці в с. Крутьки (тепер входить до складу с. Сари) Гадяцького полку не встановлена. З джерел відомо, що в 1746 р. вона «уже перестроена за ветхостью».

## Опис
Це була дерев'яна, на мурованому цоколі, дев'ятидільна, чотиристопна, однобанна споруда з прибудованою триярусною дзвіницею. До найбільшої, квадратної в плані дільниці прибудовані чотири квадратні в плані, дещо менші за розмірами дільниці. Східна — вівтарна прикрашена трикутним фронтоном. Північна й південна такого ж розміру мають бокові входи та трикутні фронтони, однак до них, щоб захистити внутрішній простір від негоди, прибудовані й тамбури. До західного притвору примикає квадратна в плані триярусна дзвіниця, західна стіна якої прикрашена двоколонним портиком з трикутні їм фронтоном і є головним входом до храму. Північна й південна стіни першого ярусу дзвіниці завершуються трикутними фронтонами. Другий ярус дзвіниці має вісім граней із чотирма заскленими вікнами. Третій ярус — дзвоновий, восьмигранний у плані. Має чотири віконні отвори, орієнтовані за сторонами світу, щоб звук розходився в усіх напрямках.
Вікна першого ярусу церкви прикрашені фігурними сандриками. Над центральною дільницею храму за допомогою «парусів» встановлено восьмигранний світловий барабан «восьмерик на четверику», площини стін якого мають вісім вікон із кілеподібними завершеннями. Завершується барабан шоломоподібним куполом, над яким встановлено металевий хрест. Для збереження стінових конструкцій стіни церкви та дзвіниці обшиті горизонтальною шалівкою.

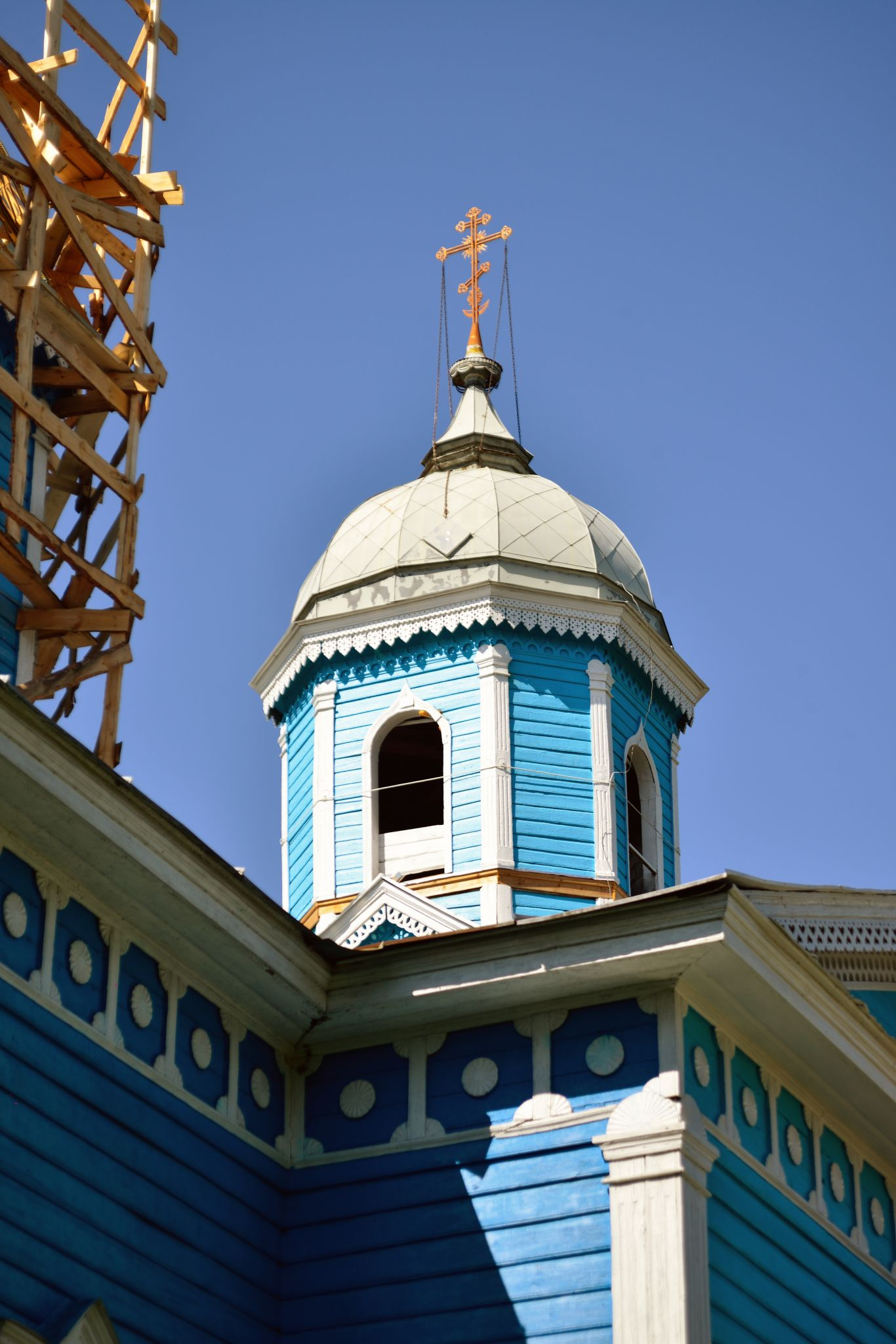
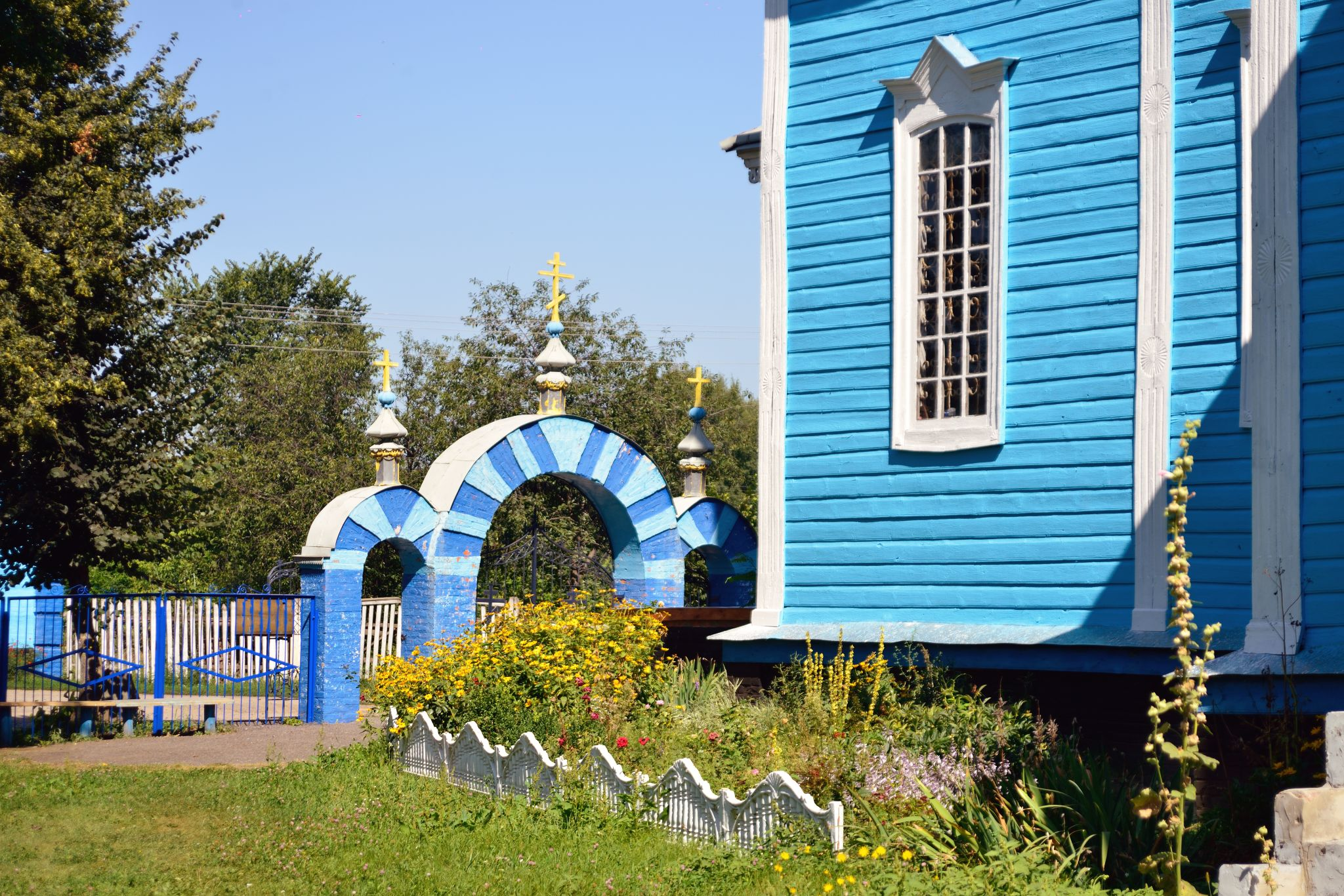

## Сучасність
В 1993 році релігійна громада зареєстрована як громада Української Православної Церкви Московського Патріархату і для релігійних відправ використовує споруду старої церкви.